# Бет-Йерах
Бет-Йе́рах (ивр. בֵּית יֶרַח‎, досл. «дом [бога] луны»), также Хирбет-Керак, Хирбет-аль-Карак (араб. خربة الكرك‎, досл. «развалины крепости») — древний город на берегу Тивериадского озера (озера Кине́рет), на территории современного Израиля. Расположен между мошаво́й Кинерет и кибуцем Дгания.

## Археология
В 1920-е годы раскопки здесь проводил Уильям Олбрайт. При раскопках обнаружено 16 археологических слоёв, среди которых первый — раннеханаанский. Первое поселение датируется приблизительно 3200 годом до н. э. Здесь был небольшой укреплённый город, населённый в течение всего раннебронзового века (3200—2000 до н. э.).
В раскопках 2009 года здесь была обнаружена резная каменная палитра с египетскими мотивами, в том числе с ранней формой знака Анх; это указывает на торговлю и политические отношения с I династией Египта, примерно в 3000-х годах до нашей эры. Находки такого рода редки даже в самом Египте.

## Керамика Хирбет-Керак

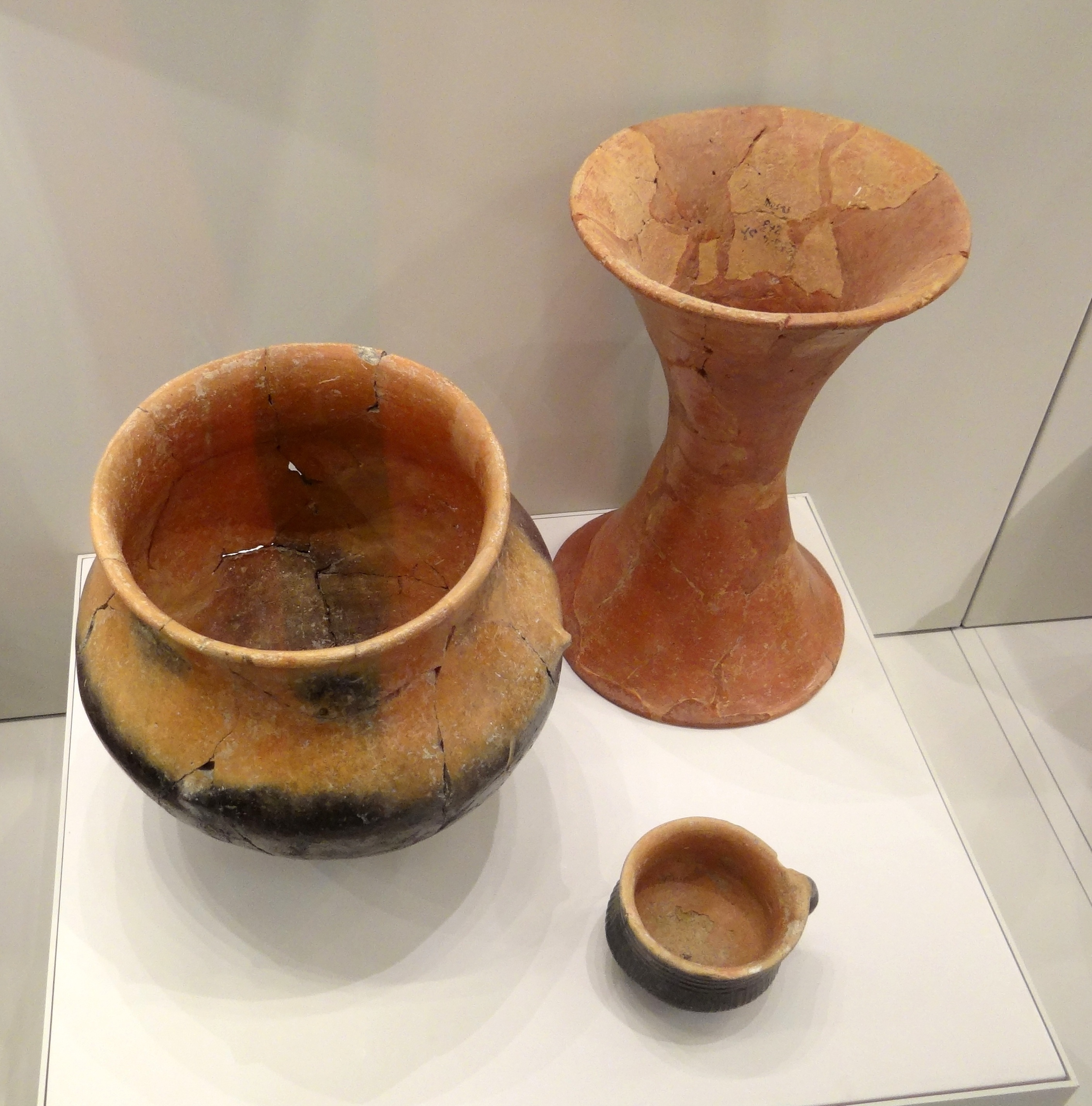
Керамика Хирбет-Керак раннебронзового века — 2700—2600 годы до н. э.

Название Хирбет-Керак получила характерная керамика 2700—2600 годов до н. э. Это чёрно-лощёная посуда с красной внутренней поверхностью. Происхождение её связывают с Закавказьем (куро-араксская культура). Такая керамика также встречается от Амукской равнины до Лахиша на юге.
Также, в раскопках 2009 года было найдено ещё много красно-черной полированный керамики типа Хирбет-Керак. Она была найдена в ассоциации с портативными керамическими очагами — некоторые из них украшены символами, изображающими человеческие лица

Город был разрушен в средний ханаанский период и вновь отстроен в эпоху Второго Храма. После разрушения около полутора тысяч лет оставался незаселённым. Во времена Ахеменидов город был вновь заселён; достиг расцвета в эллинистический период. Окончательно покинут в VII веке н. э.